# Medaglia d'onore della polizia
La medaglia d'onore della polizia è un premio statale della Costa d'Avorio.

## Insegne
- Il  nastro è per metà rosso e metà verde.